# Sant Prist de Murat
Saint-Priest-en-Murat és un municipi francès, situat al departament de l'Alier i a la regió d'Alvèrnia-Roine-Alps. L'any 2007 tenia 254 habitants.

## Demografia

### Població
El 2007 la població de fet de Saint-Priest-en-Murat era de 254 persones. Hi havia 96 famílies de les quals 28 eren unipersonals (12 homes vivint sols i 16 dones vivint soles), 24 parelles sense fills, 32 parelles amb fills i 12 famílies monoparentals amb fills.
La població ha evolucionat segons el següent gràfic:
Habitants censats

### Habitatges
El 2007 hi havia 148 habitatges, 98 eren l'habitatge principal de la família, 20 eren segones residències i 30 estaven desocupats. 147 eren cases i 1 era un apartament. Dels 98 habitatges principals, 72 estaven ocupats pels seus propietaris, 19 estaven llogats i ocupats pels llogaters i 6 estaven cedits a títol gratuït; 3 tenien dues cambres, 13 en tenien tres, 32 en tenien quatre i 49 en tenien cinc o més. 63 habitatges disposaven pel capbaix d'una plaça de pàrquing. A 45 habitatges hi havia un automòbil i a 48 n'hi havia dos o més.

### Piràmide de població
La piràmide de població per edats i sexe el 2009 era:
| Homes | Edats   | Dones |
| ----- | ------- | ----- |
| 0     | 95 o +  | 0     |
| 0     | 90 a 94 | 0     |
| 0     | 85 a 89 | 0     |
| 0     | 80 a 84 | 4     |
| 4     | 75 a 79 | 4     |
| 4     | 70 a 74 | 4     |
| 12    | 65 a 69 | 12    |
| 0     | 60 a 64 | 8     |
| 4     | 55 a 59 | 0     |
| 16    | 50 a 54 | 8     |
| 0     | 45 a 49 | 8     |
| 16    | 40 a 44 | 16    |
| 4     | 35 a 39 | 4     |
| 12    | 30 a 34 | 4     |
| 12    | 25 a 29 | 16    |
| 0     | 20 a 24 | 4     |
| 8     | 15 a 19 | 16    |
| 12    | 10 a 14 | 12    |
| 4     | 5 a 9   | 16    |
| 8     | 0 a 4   | 4     |

## Economia
El 2007 la població en edat de treballar era de 159 persones, 109 eren actives i 50 eren inactives. De les 109 persones actives 93 estaven ocupades (59 homes i 34 dones) i 16 estaven aturades (6 homes i 10 dones). De les 50 persones inactives 9 estaven jubilades, 21 estaven estudiant i 20 estaven classificades com a «altres inactius».

### Ingressos
El 2009 a Saint-Priest-en-Murat hi havia 99 unitats fiscals que integraven 245 persones, la mediana anual d'ingressos fiscals per persona era de 12.859 €.

### Activitats econòmiques
Dels 4 establiments que hi havia el 2007, 1 era d'una empresa de comerç i reparació d'automòbils, 2 d'empreses d'hostatgeria i restauració i 1 d'una empresa immobiliària.
Els 2 serveis als particulars que hi havia el 2009 eren restaurants.
L'any 2000 a Saint-Priest-en-Murat hi havia 30 explotacions agrícoles que ocupaven un total de 2.354 hectàrees.

## Poblacions més properes
El següent diagrama mostra les poblacions més properes.